# Спортивна (станція метро, Самара)
53°12′02″ пн. ш. 50°12′00″ сх. д. / 53.20056° пн. ш. 50.20000° сх. д.
«Спортивна» — станція Самарського метрополітену. Розташована на 1-й лінії між станціями «Радянська» та «Гагарінська».
Станція розташована на вулиці Юрія Гагаріна, біля філії універмагу «Самара».

## Технічна характеристика
Конструкція станції — колонна трипрогінна мілкого закладення (глибина закладання — 8 м).

## Вестибюлі
Один вестибюль, обладнаний сходами, вихід на вулицю здійснюється через підземні переходи. Другий вестибюль не добудовано і використовується як склад
Вихід у місто на вулиці Гагаріна, Ентузіастів та Карбишева.

## Оздоблення
Колони й колійні стіни оздоблені блідо-сірим, майже білим мармуром. Колони рівномірно розширюються догори. На колійних стінах виконані великі мармурові мозаїки на спортивні теми. Спочатку передбачалося зробити їх карбованими металевими барельєфами, але від цього проекту довелося відмовитися. Підлога станції покрита візерунковим мармуром білих, чорних і червоних відтінків.

## Ресурси Інтернету
- "Спортивна" на сайті Самаратранс.info [Архівовано 10 грудня 2012 у Wayback Machine.](рос.)